# کارنامه در باب طباخی و صنعت آن
کارنامه در باب طباخی و صنعت آن که به اختصار کارنامه نیز خوانده می‌شود رساله‌ای است به زبان فارسی در مورد صنعت طباخی در دوره صفوی که توسط «محمدعلی باورچی» که به شغل آشپزی اشتغال داشته نوشته شده‌است. محمدعلی باورچی این کتاب را برای یکی از اعیان و اشراف عصر شاه اسماعیل صفوی (۹۰۷–۹۳۰ هجری) که از او تنها به عنوان «میرزایی» یاد شده، تألیف کرده‌است. یگانه نسخه‌ای که از کتاب تاکنون به دست آمده، نسخه‌ای است که ایرج افشار آن را برای کتابخانهٔ مرکزی و مرکز اسناد دانشگاه تهران خریداری کرده‌است. ابن نسخه مورخ به تاریخ ۹۲۷ هجری است. هر چند در مقدمه خطی کتاب آمده است که این کتاب مشتمل بر ۲۴ باب و یک خاتمه است اما در فهرست باب‌ها تعداد ۲۶ باب آمده‌است و ذکر خاتمه نشده‌است.